# Мала Слобідка (Шосткинський район)
Мала́ Слобі́дка — село в Україні, в Есманьській селищній громаді Шосткинського району Сумської області. Населення становить 41 осіб. До 2020 орган місцевого самоврядування — Вільнослобідська сільська рада.

## Географія
Село Мала Слобідка розташоване на березі річки Локня, вище за течією на відстані 3 км розташоване село Товстодубове, нижче за течією на відстані 2.5 км розташоване село Кореньок. На відстані 1 км розташоване село Вільна Слобода.
Поруч пролягає автомобільний шлях М02 (E101).

## Історія
Поблизу села в урочищі Комарова Гора, знайдені залишки староруського городища.
12 червня 2020 року, відповідно до розпорядження Кабінету Міністрів України № 723-р «Про визначення адміністративних центрів та затвердження територій територіальних громад Сумської області», село увійшло до складу Есманьської селищної громади.
19 липня 2020 року, в результаті адміністративно-територіальної реформи та ліквідації Глухівського району, село увійшло до складу новоутвореного Шосткинського району.

## Населення

### Мова
Розподіл населення за рідною мовою за даними перепису 2001 року:
| Мова       | Кількість | Відсоток |
| ---------- | --------- | -------- |
| українська | 41        | 100%     |

## Економіка
- Молочно-товарна ферма.